# Pachachaca-híd
A Pachachaca-híd Peru egyik gyarmati kori műemléke, amelyet nemzeti kulturális örökséggé is nyilvánítottak. Neve a kecsua nyelvből származik: a pacha jelentése „Föld” vagy „világ”, a chaca pedig „hidat” jelent.

## Története
Már a spanyol hódítás előtti időkben is állt itt egy kötelekből és farudakból összeállított híd, amelyet akkor Aucapana Mayunak neveztek. A ma is álló kőhíd építése 1654-ben kezdődött el García Sarmiento de Sotomayor alkirály rendeletére. A híd mindkét mellvédjén jelentős emberek szobrai sorakoztak, de ezek mára mind megsemmisültek.

## Leírás
A híd Peru középpontjától délre, Apurímac megye északi részén, Abancay tartományban található az Andok egyik völgyében folyó Pachachaca fölött. Ma csak egy keskeny út vezet át rajta, míg a modern 3S főút, amely a közeli (16 km-re levő) Abancay városát köti össze az északabbra és nyugatabbra fekvő országrészekkel, elkerüli ezt a hidat, és a Sahuinto hídon keresztezi a folyót.
Maga az építmény a folyópart két meredek szikláját köti össze egyetlen, 22,1 méteres, félköríves nyílással. Teljes hossza 36, magassága 25 méter. Építéséhez egy caliche nevű mésztartalmú követ és huamangai követ használtak fel.

## Képek

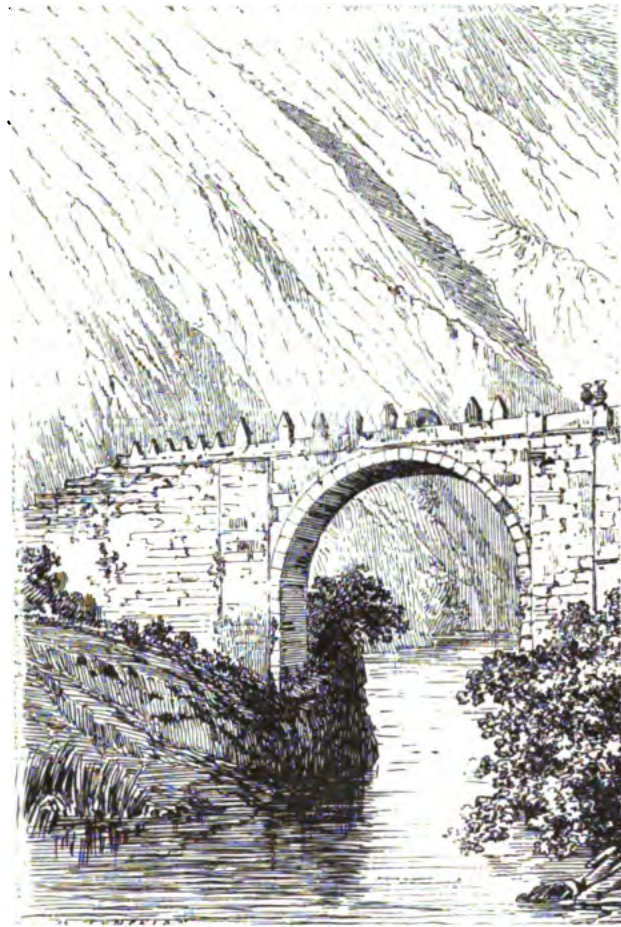
A híd egy 1880-ból származó ábrázoláson
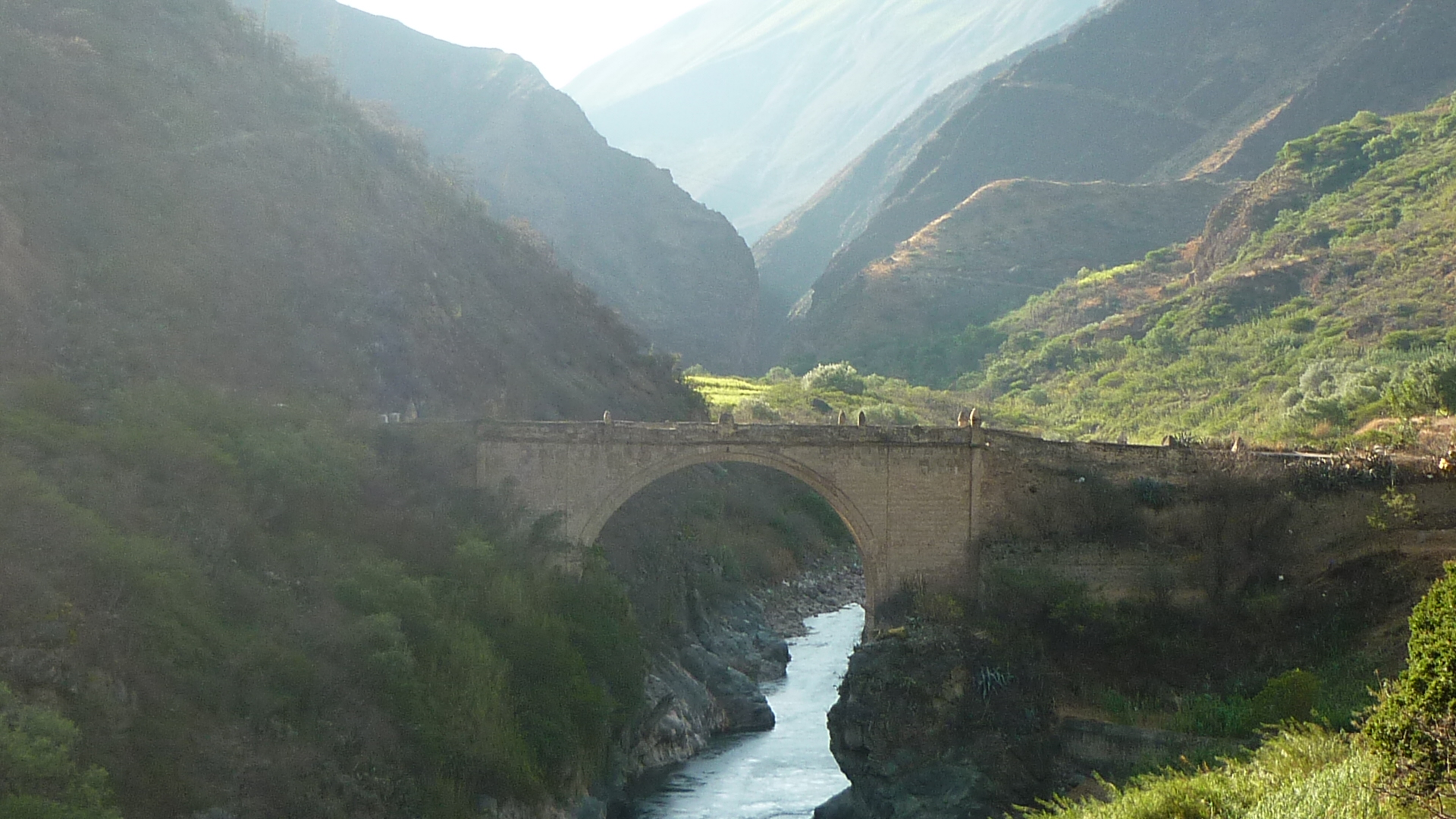
A híd és környezete
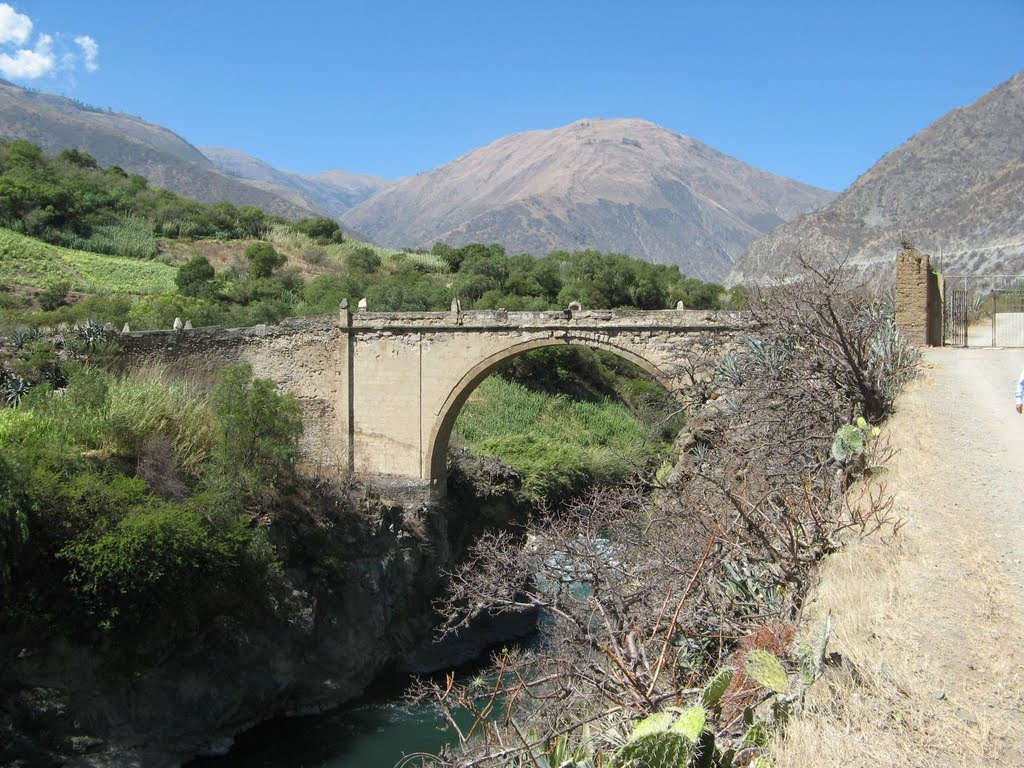
Az északi oldal